# 압록강 단교

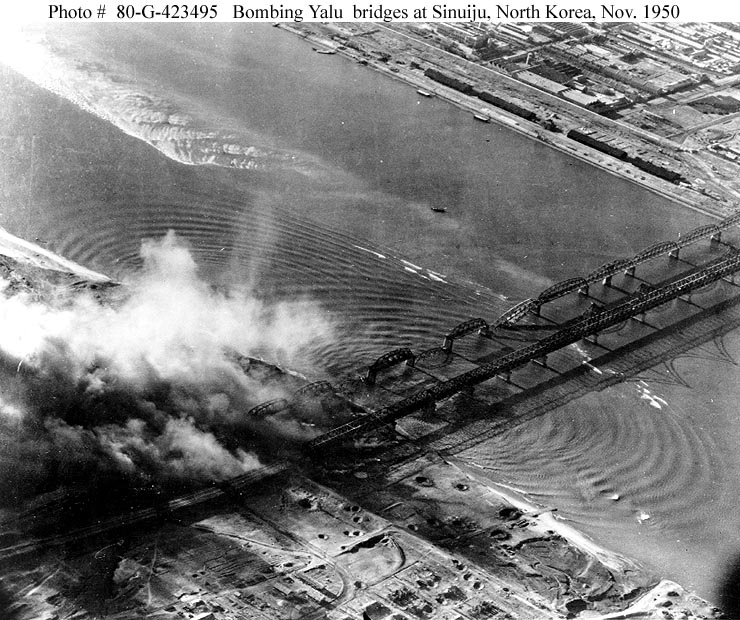
한국 전쟁 중 유엔군의 폭격을 받아 파괴되는 압록강 철교

압록강 단교(鴨綠江斷橋, 중국어 정체자: 鴨綠江斷橋, 간체자: 鸭绿江断桥), 구 압록강 철교(鴨綠江鐵橋)는 중화인민공화국과 조선민주주의인민공화국 사이 압록강 국경에 일본 제국이 건설한 철교로, 한국 전쟁 당시 유엔군의 폭격으로 단교되어 현재에 이르고 있다.

## 역사
1909년 일본 제국이 서울과 신의주를 연결하는 경의선에서 압록강을 건너 중국 단둥으로 연결되는 압록강 철교를 착공하였다. 철교는 1911년 준공되어 한반도에서 중국의 만주를 거쳐 유럽까지 이어지는 국제 철도 노선이 연결되었다. 압록강 철교는 트러스교로서, 다리 중앙부는 선박이 통행할 수 있도록 선개교였으나, 1934년 3월에 가동을 중단하였다.
한국 전쟁 중 1950년 11월 8일 유엔군의 폭격으로 교량의 중앙부에서 조선민주주의인민공화국 측까지가 파괴되어 단교가 되었으나, 현재까지 역사적 유산으로서 연결하지 않고 그대로 보존되어 있다. 이 다리의 바로 상류에 1943년 완공된 압록강의 두번째 다리가 현재는 조중우의교라고 명명되어 이용되고 있다.

## 갤러리

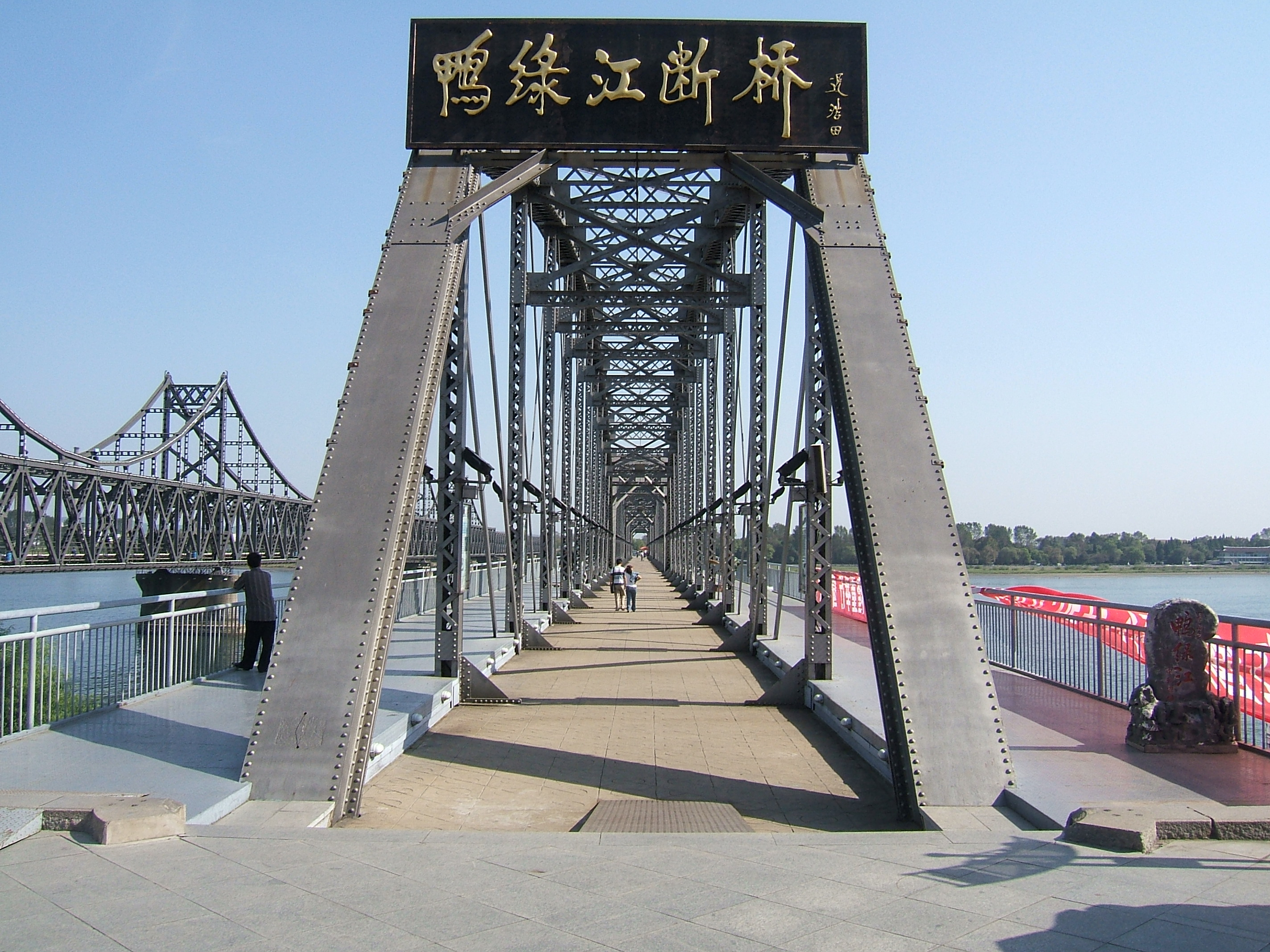
압록강 단교 입구(중국측)
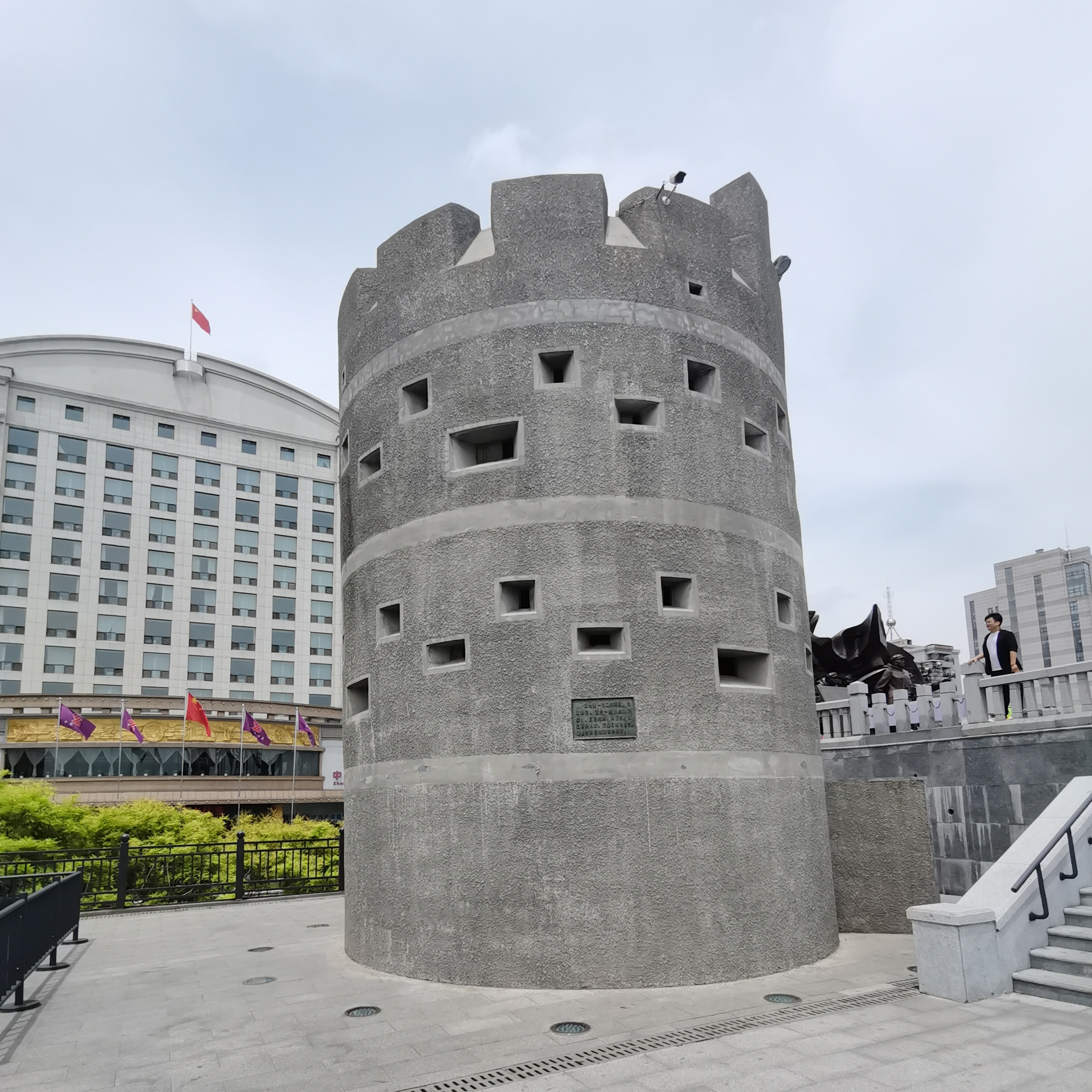
일본군이 설치했던 포탑
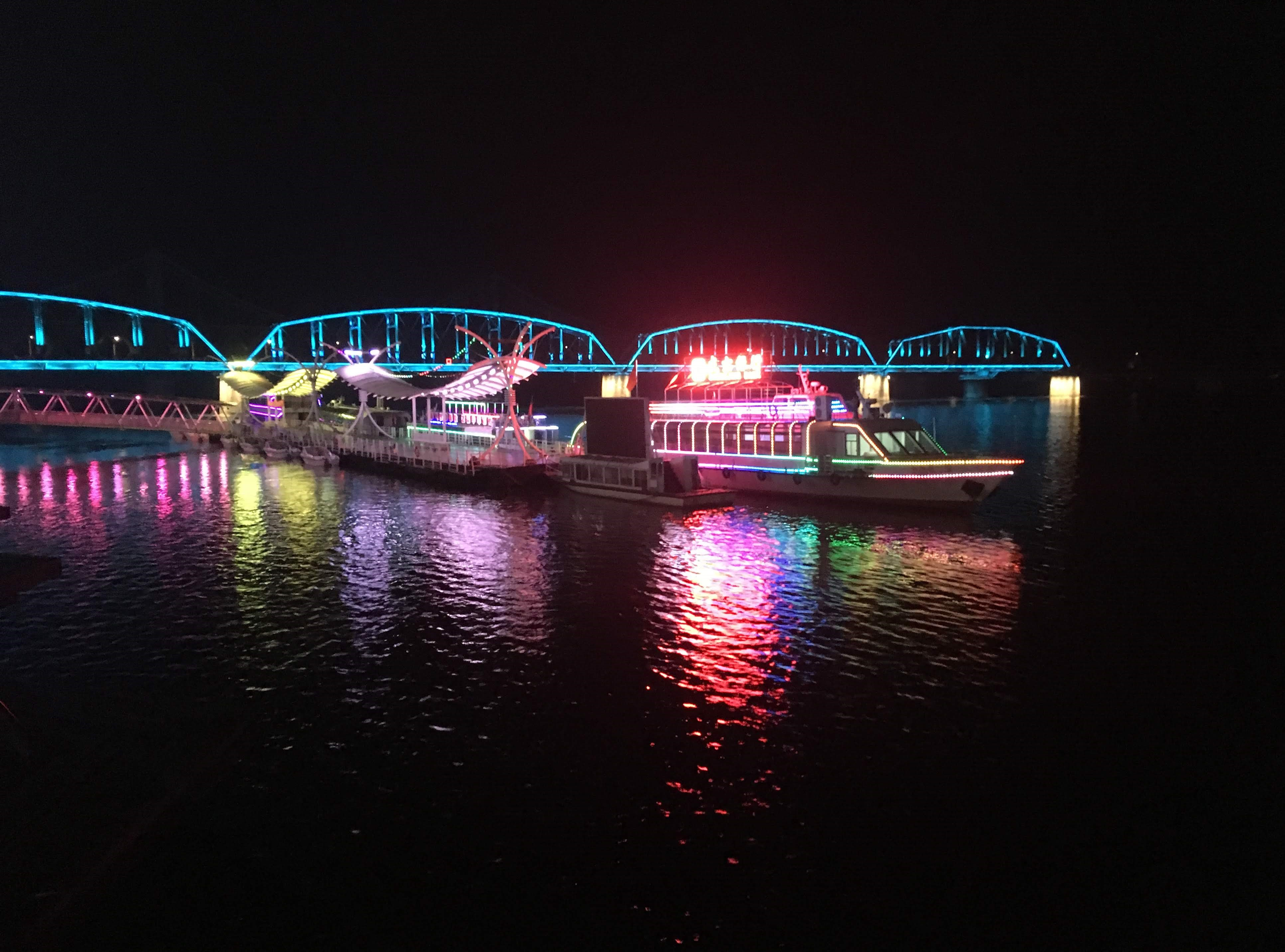
압록강 단교의 야경

## 관련 작품
- 영화 《디보션》

## 같이 보기
- 압록강
- 6.25 전쟁